# Plough Lake
Der Plough Lake ist ein grob dreieckiger, 800 m langer und 300 m breiter See im ostantarktischen Kempland. Er liegt etwa 1,3 km östlich des Kemp Peak in den Stillwell Hills. An seinem nördlichen Ende befindet sich sein Abfluss in den Stillwell Lake.
Das Antarctic Names Committee of Australia benannte ihn 1992 so, da er in seiner Form einer Pflugschar (englisch plough blade) ähnelt.